# Gambiaans honkbalteam

Vlag van Gambia.

Het Gambiaans honkbalteam is het nationale honkbalteam van Gambia. Het team vertegenwoordigt Gambia tijdens internationale wedstrijden. Het Gambiaans honkbalteam hoort bij de Afrikaanse Honkbal & Softbal Associatie (AHSA).